# 늑대와 춤을
《늑대와 춤을》(영어: Dances with Wolves)은 1990년 미국에서 제작된 서사영화이다.
마이클 블레이크(Michael Blake)가 1988년에 발행한 동명의 책이 원작으로, 미국 국경에서 군대를 찾으러 다니는 북군 중위와 라코타족 인디언과의 거래에 관한 이야기이다.
영화는 남북전쟁과 서부개척시대를 배경으로 하여, 미 육군 중위인 존 덴버가 파견근무지인 서부에서 라코타 족과 접촉하여, 결국 라코타 족의 일원이 되는 과정을 그리고 있다. 케빈 코스트너가 감독 및 제작, 주연을 맡았으며, 1990년도 아카데미 영화상의 7개 부문을 휩쓸었다. 또한, 골든글로브 작품상 드라마 부문을 수상하였다. 사우스다코타 주, 캔자스 주, 와이오밍 주에서 촬영되었으며, 미국 개봉영화로는 당시 이례적으로 극중 라코타어 대사에 영어자막을 넣어 제작되었다. 2007년 《늑대와 춤을》은 미국국립영화보존국(National Film Preservation Board)이 미 국회도서관에 보관하는 국립영화등재목록(National Film Registry)에 선정되었다. 이 목록은 문화, 역사, 미학적으로 특기할 만한 작품에 한정하여 선정되는 것이다.

## 줄거리
1863년, 북군에서 복무하던 존 J. 던바 중위는 테네시주 세인트 데이비드 필드에서 벌어진 교착 상태의 전투에서 부상을 입는다. 외과의사는 그의 다리를 절단할 생각이었다. 던바는 대신 전사(戰死)를 택하고 말을 훔쳐 비무장 상태로 아메리카 연합국 진영 앞으로 돌진하지만, 기적적으로 자살 시도에서 살아남는다. 북군 병사들은 이 혼란을 틈타 성공적으로 공격을 감행한다. 던바는 다리를 살리는 치료를 받고 자살 시도 당시 탔던 말 "시스코"와 함께 원하는 주둔지를 선택할 수 있는 권한을 얻는다. 그는 사라지기 전에 미국 프런티어를 보고 싶다며 전출을 요청한다.
던바는 포트 헤이스에 도착하여 지휘관인 팸브러 소령에게 그의 관할 구역에서 가장 멀리 떨어진 전초 기지인 세지윅 요새로 배치받는다. 정신 질환을 앓던 팸브러는 던바가 떠난 후 자살한다. 던바는 입이 거친 노새 마차 보급원 티먼스와 함께 여행하며 요새가 버려진 것을 발견한다. 그는 요새를 재건하기로 결심하고 자신의 관찰 내용을 일기에 기록한다. 티먼스는 포트 헤이스로 돌아가던 중 파우니족 무리에게 살해당한다. 티먼스와 팸브러의 죽음으로 인해 군은 던바의 배치 사실을 알지 못하게 되고, 따라서 다른 병사들은 해당 초소로 보충되지 않는다.
던바는 자신의 말 도둑질을 시도하고 그를 위협하는 수족 이웃들과 마주친다. 평화를 원했던 그는 수족 캠프를 찾아간다. 가는 길에 그는 스탠즈 위드 어 피스트를 만난다. 그녀는 백인 라코타족 여성으로, 파우니족이 가족을 죽인 후 수족의 주술사 키킹 버드에게 어린 시절 입양되었다. 그녀는 사망한 수족 남편을 애도하며 스스로를 훼손하고 있었다. 던바는 그녀를 회복시키기 위해 수족에게 데려간다. 수족은 처음에는 적대적이었지만, 던바는 점차 그들과 유대감을 형성한다. 특히 키킹 버드, 수족 전사 윈드 인 히즈 헤어, 그리고 청년 스마일스 어 랏과 친해진다. 스탠즈 위드 어 피스트는 라코타어와 영어를 구사하며 통역사 역할을 한다.
던바는 수족을 존경하고 높이 평가하게 된다. 그는 이동하는 들소 떼에 대해 알려주고 사냥에 참여한 후 그들의 일원으로 받아들여진다. 그는 또한 자신의 흰 앞발 때문에 "투 삭스"라고 이름 붙인 늑대와 친구가 된다. 던바와 투 삭스가 서로를 쫓는 모습을 보고, 그는 '늑대와 춤을'로 번역되는 이름을 얻는다. 던바는 라코타어를 배우고, 그와 스탠즈 위드 어 피스트는 가까워진다. 그는 수족에게 파우니족의 공격에 맞서 방어할 수 있도록 총기를 준다. 그는 결국 키킹 버드의 허락을 받아 스탠즈 위드 어 피스트와 결혼한다.
침범하는 백인 정착민들의 위협 때문에 텐 베어스 추장은 자신의 부족을 겨울 캠프로 옮기기로 결정한다. 던바는 그들과 동행하기로 하지만, 먼저 세지윅 요새에서 자신의 일기를 되찾으려 한다. 그 일기가 미 육군이 새로운 위치에서 부족을 찾아내는 데 도움이 될 것이기 때문이다. 그가 도착했을 때, 요새는 이미 육군이 다시 점령하고 있었다. 수족 복장을 하고 있었기 때문에 병사들은 발포하여 시스코를 죽이고 던바를 붙잡는다. 병사 중 한 명이 그의 일기를 훔쳤기 때문에 그는 자신의 이야기를 증명할 수 없었다. 육군이 수족을 추적하는 것을 돕기를 거부하자, 그는 탈영죄로 기소되었고, 병사들은 그를 포로로 동부로 이송하기 시작했다. 투 삭스는 던바를 따라가려 하지만 병사들에게 총을 맞아 죽는다.
던바의 수족 친구들은 호송대를 추적하여 공격하고 병사들을 죽여 던바를 풀어준다. 그들은 겨울 캠프에서 다른 이들과 만난다. 던바는 자신의 존재가 부족에게 위험을 초래할 것이기 때문에 스탠즈 위드 어 피스트와 함께 떠난다. 그들이 떠날 때, 던바와 키킹 버드는 작별 선물을 교환한다. 스마일스 어 랏은 던바를 구출하는 동안 그가 되찾은 일기를 돌려주고, 윈드 인 히즈 헤어는 던바에게 영원한 우정을 선언한다.
미군 병사들은 산을 수색했지만 던바나 수족을 찾을 수 없었다. 영화의 에필로그 텍스트는 자유 수족의 마지막 부족이 13년 후 네브래스카 포트 로빈슨에서 항복할 것이라고 명시한다.

## 출연
- 메리 맥도널 - 주먹 쥐고 일어서
- 그레이엄 그린 - 발로 차는 새
- 케빈 코스트너 - 던바 중위 / 늑대와 춤을
- 로드니 A. 그랜트 (Rodney A. Grant) - 머리에 부는 바람
- 플로이드 웨스터먼 - 열 마리 곰
- 로버트 파스토렐리 - 티먼스
- 모리 체이킨 - 팸브로

## 한국 방영
한국에서는 1993년 10월 1일에 KBS에서 첫방영 하였고 1995년 재방했다. 그리고 SBS에서는 2005년 신년특선으로 방송했다.

### KBS (1993년 10월 1일)
- 김관철 - 던바 중위(케빈 코스트너)
- 김성희 - 주먹 쥐고 일어서(메리 맥도널)
- 장광 - 발로 차는 새(그레이엄 그린)
- 이규화 - 머리 속에 부는 바람(로드니 A. 그랜트)
- 박민아 - 검은 숄(탄투 카디널)
- 박상일 - 돌 송아지(지미 허만)
- 강미형 - 오터(마이클 스피어스)
- 이종구 - 팸브로(모리 체이킨) / 소령(웨인 그레이스)
- 한인숙 - 웜(제이슨 R. 론 힐)
- 이봉준 - 열마리 곰(플로이드 웨스터맨)
- 김창주 - 페퍼(톰 에버렛) / 바우어(래리 조슈아)
- 강구한 - 엘진(찰스 라킷) / 장군(도날드 호튼)
- 김익태 - 티몬스(로버트 파스토렐리) / 스파이비(토니 피어스)
- 강수진 - 많이 웃다(네이단 호스)

### SBS (2005년 1월 1일)
- 설영범 - 던바 중위(케빈 코스트너)
- 이향숙 - 주먹 쥐고 일어서(메리 맥도널)
- 이종구 - 발로 차는 새(그레이엄 그린)
- 전인배 - 머리에 부는 바람(로드니 A. 그랜트)
- 정동열
- 김창주
- 안종익
- 박영화

## 같이 보기
- 말이라 불리운 사나이
- 아바타 (2009년 영화)
- 생존 영화